# 2010–2014 közötti magyar országgyűlési képviselők listája
A következő lista a 2010. május 14-én hivatalba lépett Országgyűlés képviselőit frakciótagságuk szerint sorolja fel.

## Tisztségviselők
Az Országgyűlés elnöke:
- Schmitt Pál (Fidesz) 2010. május 14. – 2010. augusztus 5.
- Kövér László (Fidesz) 2010. augusztus 6. – 2014. május 5.

Az Országgyűlés alelnökei:
- Balczó Zoltán (Jobbik)
- Jakab István (Fidesz)
- Lezsák Sándor (Fidesz)
- Latorcai János (KDNP)
- Ujhelyi István (MSZP)

Az Országgyűlés háznagya:
- Mátrai Márta (Fidesz) 2013. január 1. – 2014. május 5.

## Frakcióvezetők
- Fidesz: Lázár János (2010–2012), Rogán Antal (2012– )
- KDNP: Harrach Péter
- MSZP: Mesterházy Attila
- Jobbik: Vona Gábor
- LMP: Schiffer András (2010–2012), Jávor Benedek (2012), Schiffer András (2012–2013, 2013–)

## Képviselők

### Fidesz
| - Ágh Péter (Vas megyei területi lista) - Arnóth Sándor (Hajdú-Bihar megye 6. vk.) - Babák Mihály (Békés megyei területi lista) - Bábiné Szottfried Gabriella (Pest megye 2. vk.) - Bácskai János (Budapest 12. vk.) - Balázs József (Heves megye 3. vk.) - Balla György (Jász-Nagykun-Szolnok megyei területi lista) - Balla Mihály (Nógrád megye 4. vk.) - Balog Zoltán (Borsod-Abaúj-Zemplén megyei területi lista) - Balsai István (Budapest 2. vk.) - Bánki Erik (Baranya megyei területi lista) - Bányai Gábor (Bács-Kiskun megye 10. vk.) - Bartos Mónika (Hajdú-Bihar megyei területi lista) - Bebes István (Vas megyei területi lista) - Becsó Zsolt (Nógrád megye 2. vk.) - Bencsik János (Komárom-Esztergom megye 1. vk.) - Berényi László (Somogy megyei területi lista) - Bíró Márk (Nógrád megyei területi lista) - Bodó Imre (Csongrád megye 1. vk.) - Bodó Sándor (Hajdú-Bihar megye 6. vk.) - Bohács Zsolt (Csongrád megye 3. vk.) - Bóka István (Veszprém megye 2. vk.) - Boldog István (Jász-Nagykun-Szolnok megye 6. vk.) - Borbély Lénárd (Budapest 30. vk.) - Borkai Zsolt (Győr-Moson-Sopron megye 3. vk.) - Brájer Éva (Fejér megyei területi lista) - Braun Márton (Tolna megyei területi lista) - Budai Gyula (Szabolcs-Szatmár-Bereg megye 4. vk.) - Csampa Zsolt (Borsod-Abaúj-Zemplén megyei területi lista) - Csenger-Zalán Zsolt (Pest megye 9. vk.) - Cseresnyés Péter (Zala megye 2. vk.) - Cserna Gábor (Fejér megyei területi lista) - Cser-Palkovics András (Fejér megye 1. vk.) - Csizi Péter (Baranya megyei területi lista) - Csóti György (Budapesti területi lista) - Csöbör Katalin (Borsod-Abaúj-Zemplén megye 1. vk.) - Czerván György (Pest megye 6. vk.) - Czira Szabolcs (Pest megye 16. vk.) - Czomba Sándor (Szabolcs-Szatmár-Bereg megye 8. vk.) - Czunyiné Bertalan Judit (Komárom-Esztergom megye 3. vk.) - Daher Pierre (Borsod-Abaúj-Zemplén megyei területi lista) - Dancsó József (Békés megye 6. vk.) - Dankó Béla (Békés megye 5. vk.) - Demeter Ervin (Heves megyei területi lista) - Demeter Zoltán (Borsod-Abaúj-Zemplén megye 6. vk.) - Dióssi Csaba (Pest megye 3. vk.) - Domokos László (Békés megye 5. vk.) - Dorkota Lajos (Fejér megye 3. vk.) - Ékes Ilona (Budapesti területi lista) - Ékes József (Veszprém megye 1. vk.) - Erdős Norbert (Békés megye 3. vk.) - Farkas Flórián (Budapesti területi lista) - Farkas Sándor (Csongrád megye 5. vk.) - Farkas Zoltán (Békés megye 4. vk.) - Fazekas Sándor (Jász-Nagykun-Szolnok megyei területi lista) - Fejér Andor (Jász-Nagykun-Szolnok megye 7. vk.) - Fónagy János (Budapest 10. vk.) - Font Sándor (Bács-Kiskun megye 6. vk.) - Földesi Gyula (Budapest 29. vk.) - Fülöp István (Szabolcs-Szatmár-Bereg megye 9. vk.) - Gajda Róbert (Békés megyei területi lista) - Gelencsér Attila (Somogy megye 2. vk.) - Gruber Attila (Somogy megye 3. vk.) - Gulyás Dénes (Pest megye 10. vk.) - Gulyás Gergely (Vas megyei területi lista) - Gyimesi Endre (Zala megye 1. vk.) - Gyopáros Alpár (Győr-Moson-Sopron megye 5. vk.) - Győrffy Balázs (Veszprém megyei területi lista) - György István (Budapest 14. vk.) - Gyutai Csaba (Zala megyei területi lista) - Hadházy Sándor (Pest megye 11. vk.) - Halász János (Hajdú-Bihar megye 2. vk.) - Hanó Miklós (Békés megyei területi lista) - Heintz Tamás (Somogy megye 1. vk.) - Hende Csaba (Vas megye 2. vk.) - Herman István (Heves megye 6. vk.) - Hidvéghi Balázs (Országos lista) - Hirt Ferenc (Tolna megye 5. vk.) - Hollósi Antal Gábor (Budapest 5. vk.) - Hoppál Péter (Baranya megye 1. vk.) - Horváth István (Tolna megye 1. vk.) - Horváth János (Fejér megyei területi lista) - Horváth László (Heves megye 2. vk.) - Horváth Zoltán (Baranya megyei területi lista) - Horváth Zsolt (Bács-Kiskun megye 2. vk.) - Horváth Zsolt (Veszprém megye 6. vk.) - Hörcsik Richárd (Borsod-Abaúj-Zemplén megye 10. vk.) - Illés Zoltán (Budapest 8. vk.) - Iván László (Borsod-Abaúj-Zemplén megyei területi lista) - Ivanics Ferenc (Győr-Moson-Sopron megye 6. vk.) - Jakab István (Szabolcs-Szatmár-Bereg megyei területi lista) - Jánosiné Bene Ildikó (Jász-Nagykun-Szolnok megye 4. vk.) - Kapus Krisztián (Bács-Kiskun megye 5. vk.) - Kara Ákos (Győr-Moson-Sopron megye 1. vk.) - Karakó László (Szabolcs-Szatmár-Bereg megye 3. vk.) - Kerényi János (Bács-Kiskun megyei területi lista) - Kiss Attila (Hajdú-Bihar megye 9. vk.) - Kocsis Máté (Budapest 11. vk.) - Koncz Ferenc (Borsod-Abaúj-Zemplén megye 11. vk.) - Kontrát Károly (Veszprém megyei területi lista) - Kontur Pál (Komárom-Esztergom megyei területi lista) - Kósa Lajos (Hajdú-Bihar megye 3. vk.) - Koszorús László (Baranya megyei területi lista) - Kovács Ernő (Bács-Kiskun megyei területi lista) - Kovács Ferenc (Szabolcs-Szatmár-Bereg megye 1. vk.) - Kovács Ferenc (Vas megye 4. vk.) - Kovács József (Békés megye 2. vk.) - Kovács Péter (Budapest 24. vk.) - Kovács Zoltán (Veszprém megye 3. vk.) - Kozma Péter (Szabolcs-Szatmár-Bereg megyei területi lista) - Kőszegi Zoltán (Pest megyei területi lista) - Kővári János (Baranya megye 3. vk.) - Kövér László (Zala megyei területi lista) - Kubatov Gábor (Budapesti területi lista) - Kucsák László (Budapest 26. vk.) - Kulcsár József (Budapest 22. vk.) - Kupcsok Lajos (Pest megyei területi lista) | - Kupper András (Budapest 17. vk.) - Lakatosné Sira Magdolna (Szabolcs-Szatmár-Bereg megyei területi lista) - Láng Zsolt (Budapesti területi lista, 2011. december 5-től Budapest 2. vk.) - László Tamás (Budapest 23. vk.) - Lasztovicza Jenő (Veszprém megye 4. vk.) - Lázár János (Csongrád megye 6. vk.) - Lezsák Sándor (Bács-Kiskun megye 3. vk.) - Lipők Sándor (Szabolcs-Szatmár-Bereg megye 5. vk.) - Lukács László (Bács-Kiskun megye 8. vk.) - Mágori Józsefné (Csongrád megye 7. vk.) - Magyar Anna (Csongrád megyei területi lista) - Manninger Jenő (Zala megye 3. vk.) - Márton Attila (Hajdú-Bihar megye 7. vk.) - Matolcsy György (Bács-Kiskun megyei területi lista) - Mátrai Márta (Somogy megyei területi lista) - Meggyes Tamás (Komárom-Esztergom megye 5. vk.) - Menczer Erzsébet (Budapest 3. vk.) - Mengyi Roland (Borsod-Abaúj-Zemplén megye 12. vk.) - Mihalovics Péter (Veszprém megyei területi lista) - Mikola István (Fejér megyei területi lista) - Molnár Ágnes (Győr-Moson-Sopron megyei területi lista) - Molnár Attila (Komárom-Esztergom megyei területi lista) - Nagy Csaba (Baranya megye 2. vk.) - Nagy Gábor Tamás (Budapest 1. vk.) - Nagy István (Győr-Moson-Sopron megye 4. vk.) - Nagy István (Budapesti területi lista) - Nagy László, B. (Csongrád megyei területi lista) - Navracsics Tibor (Veszprém megye 7. vk.) - Németh Szilárd (Budapest 31. vk.) - Németh Zoltán (Budapest 32. vk.) - Németh Zsolt (Budapesti területi lista) - Németh Zsolt, V. (Vas megye 5. vk.) - Nógrádi Zoltán (Csongrád megye 2. vk.) - Nyitrai Zsolt (Heves megyei területi lista) - Obreczán Ferenc (Pest megyei területi lista) - Ódor Ferenc (Borsod-Abaúj-Zemplén megye 9. vk.) - Orbán Viktor (Fejér megyei területi lista) - Örvendi László (Hajdú-Bihar megyei területi lista) - Pánczél Károly (Pest megye 13. vk.) - Papcsák Ferenc (Budapest 21. vk.) - Patay Vilmos (Tolna megye 4. vk.) - Pelczné Gáll Ildikó (Borsod-Abaúj-Zemplén megyei területi lista) - Pesti Imre (Budapesti területi lista) - Pichler Imre (Baranya megye 7. vk.) - Pintér László (Zala megye 4. vk.) - Pócs János (Jász-Nagykun-Szolnok megye 2. vk.) - Pogácsás Tibor (Pest megye 7. vk.) - Pokorni Zoltán (Budapest 18. vk.) - Polics József (Baranya megye 4. vk.) - Pósán László (Hajdú-Bihar megye 1. vk.) - Potápi Árpád (Tolna megye 3. vk.) - Puskás Imre (Tolna megyei területi lista) - Rácz Róbert (Hajdú-Bihar megyei területi lista) - Répássy Róbert (Borsod-Abaúj-Zemplén megyei területi lista) - Révész Máriusz (Budapesti területi lista) - Riz Gábor (Borsod-Abaúj-Zemplén megye 5. vk.) - Riz Levente (Budapest 25. vk.) - Rogán Antal (Budapest 7. vk.) - Román István (Szabolcs-Szatmár-Bereg megyei területi lista) - Rónaszékiné Keresztes Monika (Budapest 9. vk.) - Sági István (Jász-Nagykun-Szolnok megye 5. vk.) - Schmidt Csaba (Komárom-Esztergom megyei területi lista) - Schmitt Pál (országos lista) - Sebestyén László (Borsod-Abaúj-Zemplén megye 4. vk.) - Selmeczi Gabriella (Pest megyei területi lista) - Simon László, L. (Fejér megye 4. vk.) - Simon Miklós (Szabolcs-Szatmár-Bereg megye 6. vk.) - Simonka György (Békés megye 7. vk.) - Szabó Csaba (Nógrád megyei területi lista) - Szabó Erika (Bács-Kiskun megyei területi lista) - Szabó Tamás (Jász-Nagykun-Szolnok megye 1. vk.) - Szabó Zsolt (Heves megye 4. vk.) - Szakács Imre (Győr-Moson-Sopron megye 2. vk.) - Szalay Ferenc (Jász-Nagykun-Szolnok megye 3. vk.) - Szalay Péter (Budapesti területi lista) - Szatmáry Kristóf (Budapesti területi lista) - Szedlák Attila (Veszprém megyei területi lista) - Szekó József (Baranya megyei területi lista) - Székyné Sztrémi Melinda (Nógrád megye 1. vk.) - Szemereyné Pataki Klaudia (Bács-Kiskun megyei területi lista) - Szijjártó Péter (Győr-Moson-Sopron megyei területi lista) - Szólláth Tibor (Hajdú-Bihar megyei területi lista) - Szűcs Lajos (Pest megye 14. vk.) - Talabér Márta (Veszprém megye 5. vk.) - Tállai András (Borsod-Abaúj-Zemplén megye 13. vk.) - Tamás Barnabás (Borsod-Abaúj-Zemplén megye 7. vk.) - Tapolczai Gergely (országos lista) - Tarlós István (Budapesti területi lista) - Tasó László (Hajdú-Bihar megye 4. vk.) - Tessely Zoltán (Fejér megye 7. vk.) - Tiba István (Hajdú-Bihar megye 8. vk.) - Tiffán Zsolt (Baranya megye 6. vk.) - Tilki Attila (Szabolcs-Szatmár-Bereg megye 10. vk.) - Tóth Ferenc (Tolna megye 2. vk.) - Tóth Gábor (Pest megye 5. vk.) - Tóth József (Heves megye 5. vk.) - Törő Gábor (Fejér megye 5. vk.) - Turi-Kovács Béla (Pest megyei területi lista) - Ughy Attila (Budapest 27. vk.) - Vantara Gyula (Békés megye 1. vk.) - Varga Gábor (Fejér megye 6. vk.) - Varga István (Jász-Nagykun-Szolnok megyei területi lista) - Varga József (Budapesti területi lista) - Varga Mihály (Jász-Nagykun-Szolnok megye 8. vk.) - Vargha Tamás (Fejér megye 2. vk.) - Vas Imre (Budapest 13. vk.) - Vécsey László (Pest megye 4. vk.) - Vigh László (Zala megye 5. vk.) - Vincze László (Csongrád megye 4. vk.) - Vinnai Győző (Szabolcs-Szatmár-Bereg megye 2. vk.) - Vitányi István (Hajdú-Bihar megye 5. vk.) - Völner Pál (Komárom-Esztergom megye 4. vk.) - Wintermantel Zsolt (Budapest 6. vk.) - Wittner Mária (országos lista) - Zombor Gábor (Bács-Kiskun megye 1. vk.) - Zsiga Marcell (Borsod-Abaúj-Zemplén megye 2. vk.) - Zsigó Róbert (Bács-Kiskun megye 9. vk.) |

### KDNP
A 2010-es országgyűlési választáson a Fidesszel közösen indult.
| - Aradszki András (Pest megye 8. vk.) - Bagdy Gábor (Budapesti területi lista) - Básthy Tamás (Vas megye 3. vk.) - Bús Balázs (Budapest 4. vk.) - Firtl Mátyás (Győr-Moson-Sopron megye 7. vk.) - Földi László (Pest megye 15. vk.) - Gaal Gergely (Pest megyei területi lista) - Habis László (Heves megye 1. vk.) - Hargitai János (Baranya megye 5. vk.) - Harrach Péter (Pest megye 1. vk.) - Hoffman Pál (Pest megye 12. vk.) - Hoffmann Rózsa (Győr-Moson-Sopron megyei területi lista) - Kalmár Ferenc András (Csongrád megyei területi lista) - Karvalics Ottó (Somogy megye 6. vk.) - Lanczendorfer Erzsébet (Győr-Moson-Sopron megyei területi lista) - Latorcai János (Békés megyei területi lista) - Lukács Tamás (Heves megyei területi lista) - Michl József (Komárom-Esztergom megye 2. vk.) - Móring József Attila (Somogy megye 4. vk.) | - Nagy Andor (Nógrád megye 3. vk.) - Nagy Kálmán (Borsod-Abaúj-Zemplén megye 3. vk.) - Pálffy István (Hajdú-Bihar megyei területi lista) - Puskás Tivadar (Vas megye 1. vk.) - Rétvári Bence (Budapest 15. vk.) - Rubovszky György (Somogy megyei területi lista) - Salamon László (Pest megyei területi lista) - Sáringer-Kenyeres Tamás (Zala megyei területi lista) - Semjén Zsolt (Bács-Kiskun megye 7. vk.) - Seszták Miklós (Szabolcs-Szatmár-Bereg megye 7. vk.) - Seszták Oszkár (Szabolcs-Szatmár-Bereg megyei területi lista) - Simicskó István (Budapest 16. vk.) - Soltész Miklós (Pest megyei területi lista) - Spaller Endre (Budapesti területi lista) - Stágel Bence (Országos lista) - Szászfalvi László (Somogy megye 5. vk.) - Tarnai Richárd (Budapest 28. vk.) - Varga László (Bács-Kiskun megyei területi lista) - Vejkey Imre (Tolna megyei területi lista) |

### MSZP
| - Baja Ferenc (Országos lista) - Bárándy Gergely (Országos lista) - Boldvai László (Nógrád megyei területi lista) - Botka László (Csongrád megyei területi lista) - Burány Sándor (Budapesti területi lista) - Garai István Levente (Bács-Kiskun megyei területi lista) - Gőgös Zoltán (Országos lista) - Göndör István (Országos lista) - Gúr Nándor (Borsod-Abaúj-Zemplén megyei területi lista) - Harangozó Gábor (Országos lista) - Harangozó Tamás (Tolna megyei területi lista) - Hiller István (Országos lista) - Horváth András (Fejér megyei területi lista) - Horváth Csaba (Budapesti területi lista) - Ipkovich György (Vas megyei területi lista) - Iváncsik Imre (Országos lista) - Józsa István (Budapesti területi lista) - Juhász Ferenc (Országos lista) - Káli Sándor (Borsod-Abaúj-Zemplén megyei területi lista) - Kiss Péter (Országos lista) - Kovács László (Országos lista) - Kovács Tibor (Országos lista) - Kránitz László (Országos lista) - Lamperth Mónika (Országos lista) - Lendvai Ildikó (Budapesti területi lista) | - Lukács Zoltán (Komárom-Esztergom megyei területi lista) - Mandur László (Országos lista) - Mesterházy Attila (Országos lista) - Molnár Zsolt (Budapesti területi lista) - Nemény András (Országos lista) - Nyakó István (Országos lista) - Pál Béla (Veszprém megyei területi lista) - Pál Tibor (Budapesti területi lista) - Puch László (Országos lista) - Simon Gábor (Országos lista) - Simon Gábor (Országos lista) - Sós Tamás (Heves megyei területi lista) - Steiner Pál (Budapesti területi lista) - Szabó Imre (Pest megyei területi lista) - Szabó Vilmos (Országos lista) - Szanyi Tibor (Budapest 19. vk.) - Szekeres Imre (Jász-Nagykun-Szolnok megyei területi lista) - Tóbiás József (Országos lista) - Tóth Csaba (Budapesti területi lista) - Tóth József (Budapest 20. vk.) - Tukacs István (Országos lista) - Ujhelyi István (Országos lista) - Varga László (Országos lista) - Varga Zoltán (Békés megyei területi lista) - Veres János (Szabolcs-Szatmár-Bereg megyei területi lista) |

### Jobbik
| - Apáti István (Országos lista) - Balczó Zoltán (Budapesti területi lista) - Balla Gergő (Borsod-Abaúj-Zemplén megyei területi lista) - Bana Tibor (Országos lista) - Baráth Zsolt (Jász-Nagykun-Szolnok megyei területi lista) - Bertha Szilvia (Országos lista) - Bödecs Barnabás (Országos lista) - Dúró Dóra (Országos lista) - Egyed Zsolt (Borsod-Abaúj-Zemplén megyei területi lista) - Farkas Gergely (Nógrád megyei területi lista) - Ferenczi Gábor (Veszprém megyei területi lista) - Gaudi-Nagy Tamás (Budapesti területi lista) - Gyenes Géza (Országos lista) - Gyöngyösi Márton (Bács-Kiskun megyei területi lista) - Gyüre Csaba (Szabolcs-Szatmár-Bereg megyei területi lista) - Hegedűs Lórántné (Országos lista) - Hegedűs Tamás (Országos lista) - Jámbor Nándor (Békés megyei területi lista) - Kepli Lajos (Országos lista) - Kiss Sándor (Szabolcs-Szatmár-Bereg megyei területi lista) - Korondi Miklós (Pest megyei területi lista) - Kulcsár Gergely (Hajdú-Bihar megyei területi lista) - Magyar Zoltán (Győr-Moson-Sopron megyei területi lista) | - Mirkóczki Ádám (Országos lista) - Murányi Levente (Jász-Nagykun-Szolnok megyei területi lista) - Németh Zsolt (Baranya megyei területi lista) - Novák Előd (Országos lista) - Nyikos László (Országos lista) - Pörzse Sándor (Budapesti területi lista) - Rubi Gergely (Hajdú-Bihar megyei területi lista) - Samu Tamás Gergő (Békés megyei területi lista) - Schön Péter (Országos lista) - Sneider Tamás (Országos lista) - Staudt Gábor (Országos lista) - Suhajda Krisztián (Országos lista) - Szabó Gábor (Országos lista) - Szávay István (Országos lista) - Szilágyi György (Országos lista) - Vágó Sebestyén (Komárom-Esztergom megyei területi lista) - Varga Géza (Országos lista) - Volner János (Pest megyei területi lista) - Vona Gábor (Heves megyei területi lista) - Zagyva György Gyula (Csongrád megyei területi lista) - Zakó László (Zala megyei területi lista) - Zsiga-Kárpát Dániel (Országos lista) |

### LMP
2010. május 14. és 2013. február 12., valamint 2013. szeptember 1-jétől
| - Ertsey Katalin (Országos lista) - Kaufer Virág (Országos lista) - Kukorelly Endre (Pest megyei területi lista) - Lengyel Szilvia (Pest megyei területi lista) - Mile Lajos (Országos lista) | - Osztolykán Ágnes (Budapesti területi lista) - Schiffer András (Országos lista) - Szél Bernadett (Országos lista) - Vágó Gábor (Országos lista) |

### Független
| - Ángyán József (Pest megyei területi lista) - Balogh József (Bács-Kiskun megye 4. vk.) - Baracskai József (MSZP Zala megyei területi lista) - Dorosz Dávid (LMP Budapesti területi lista) - Endrésik Zsolt (Jobbik Borsod-Abaúj-Zemplén megyei területi lista) - Ficsor Ádám (MSZP országos lista) - Gyurcsány Ferenc (MSZP országos lista) - Ivády Gábor (LMP országos lista) - Jávor Benedek (LMP Budapesti területi lista) - Karácsony Gergely (LMP Budapesti területi lista) - Kolber István (MSZP Somogy megyei területi lista)} - Lenhardt Balázs (Jobbik, országos lista) - Molnár Csaba (MSZP Győr-Moson-Sopron megyei területi lista) - Molnár Oszkár (Borsod-Abaúj-Zemplén megye 8. vk.) | - Oláh Lajos (MSZP Hajdú-Bihar megyei területi lista) - Pősze Lajos (Jobbik Somogy megyei területi lista) - Rozgonyi Ernő (Jobbik Fejér megyei területi lista) - Scheiring Gábor (LMP Országos lista) - Szabó Rebeka (LMP Országos lista) - Szabó Tímea (LMP Országos lista) - Szilágyi László (LMP Országos lista) - Szilágyi Péter (LMP Országos lista) - Szili Katalin (MSZP Baranya megyei területi lista) - Szűcs Erika (MSZP országos lista) - Vadai Ágnes (MSZP országos lista) - Varju László (MSZP Pest megyei területi lista) - Vitányi Iván (MSZP országos lista) |

## Statisztikák
- Húsz százalékkal kevesebb nő került az Országgyűlésbe, mint az előző ciklusban. Számuk 43-ról 35-re csökkent.[52]
- A cigány parlamenti képviselők száma négy: Farkas Flórián (a Lungo Drom elnöke), Varga József és Berényi László a Fidesz-KDNP, valamint Osztolykán Ágnes az LMP színeiben.[53]
- A legfiatalabb képviselő a jobbikos Dúró Dóra 23, a korelnök, a fideszes Horváth János 89 éves volt 2010-ben.[54]